# Вудин, Уильям Хартман
Уильям Хартман Вудин (англ. William Hartman Woodin; 27 мая 1868 — 3 мая 1934) — американский промышленник, 51-й министр финансов США (при президенте Ф. Д. Рузвельте), республиканец.

## Биография
Родился в Беруике, Пенсильвания. Учился в Вудриджской школе в Нью-Йорке, в 1890 году окончил Колумбийский университет. Увлекался нумизматикой, активно участвовал в благотворительности. Его праправнук — известный американский математик, доктор математических наук, преподаватель Калифорнийского университета в Беркли — Уильям Хью Вудин; прадед Вудина — архитектор.

## В бизнесе

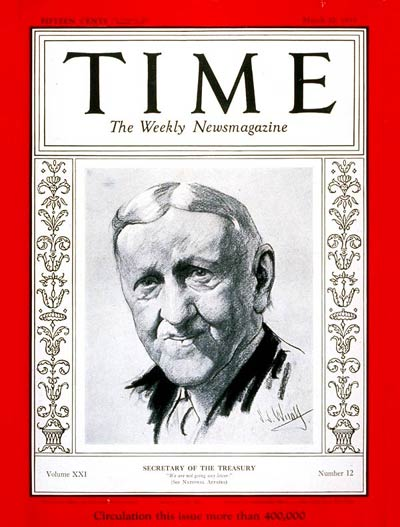
Уильям Вудин на обложке журнала Time в 1933 году

Вудин сыграл большую роль в деятельности Jackson and Woodin Manufacturing Company. Его отец, Клемюэль Вудин, был предшественником Уильяма на посту президента компании, а его дед, которого также звали Уильям Хартман Вудин, был одним из первых партнёров компании. Под руководством Вудина Jackson and Woodin Manufacturing стала крупнейшим в США производителем грузовых железнодорожных вагонов, впоследствии войдя в число тринадцати компаний, объединившихся в 1899 году в American Car and Foundry Company (ACF). После слияния Вудин некоторое время продолжал работать в ACF, став президентом объединения в 1916 году . С 1927 по 1932 год был одним из директоров Федерального резервного банка Нью-Йорка.

## В политике
Вудин, будучи бизнесменом-республиканцем, сыграл значительную роль в экономических программах Рузвельта 1932 года. С марта 1933 занимал пост министра финансов США, уйдя в отставку 31 декабря того же года по состоянию здоровья. Он был ключевой фигурой такой экономической меры, применённой Рузвельтом, как «Банковские каникулы» (приостановка деятельности банка до получения разрешения на продолжение деятельности от экспертной комиссии Администрации президента), призванной восстановить доверие вкладчиков к инспектируемым банкам. Кроме того, Вудину принадлежит соавторство идеи отказа финансовой системы США от международного золотого стандарта и, впоследствии, выкупа из частных рук всего «свободного» золота (за исключением ювелирного и зубного).
Несмотря на проблемы со здоровьем, оставив пост министра, Вудин продолжал консультировать Администрацию президента вплоть до последних дней своей жизни. Скончался 3 мая 1934 года в возрасте 65 лет; похоронен в Бервике, Пенсильвания.